# Hakrinbank
Hakrinbank NV is een Surinaamse bank. De bank staat genoteerd aan de Suriname Stock Exchange.

## Geschiedenis
De geschiedenis van de bank gaat terug naar de O.R.G Vervuurts Banking Corporation die op 28 juni 1936 werd gestart aan de Keizerstraat. Deze bank was volledig in buitenlandse handen. Bij de oprichting was er een gestort vermogen van honderd Surinaamse gulden. Het doel in de oprichtingsstatuten van de stichting was met name de in- en verkoop voor eigen rekening van bank- en handelspapieren, vreemde munten en edelmetalen. De bank kende in 1973 een grote reorganisatie als gevolg van geleden verliezen. De naam van de bank werd veranderd in Handels-, Krediet- en Industriebank NV, afgekort Hakrinbank. Sinds 1967 was de Nationale Trust- en Financieringsmaatschappij de moedermaatschappij. 
De bank introduceerde in 2004 als eerste het internetbankieren in Suriname, in 2013 als eerste een mobiele app voor bankieren en in 2018 als eerste een online betaalsysteem voor webwinkels.
De bank staat genoteerd aan de Suriname Stock Exchange. De Surinaamse overheid had in 2013 een aandeel van 51 procent. Ze oriënteerde zich toen om de aandelen te verkopen. In 2019 had de verzekeringsmaatschappij Self Reliance (ook) een groot belang in de bank.
In 2013 blokkeerde de regering de overname door de Republic Bank uit Trinidad en Tobago. In 2015 slaagde de Republic Bank er wel in om de RBC Royal Bank Suriname over te nemen. Na jaren van geruchten werd in 2019 naar buiten gebracht dat er geen sprake zou zijn van een fusie met De Surinaamsche Bank; wel werd de samenwerking tussen beide banken op de aandeelhoudersvergadering aangekondigd.
Jim Bousaid was tot 2018 algemeen directeur van de Hakrinbank en Maurice Roemer was sinds 2014 president-commissaris en tevens directeur van Self Reliance. Hij werd in februari 2020 benoemd tot governor van de Centrale Bank van Suriname.

## Maatschappelijke ondersteuning
In 2006 schonk de Hakrinbank de leerstoel Geld, Krediet en Bankwezen aan het Institute for Graduate Studies & Research van de Anton de Kom Universiteit van Suriname. De start werd in januari 2007 gemaakt. In 2013 kreeg de leerstoel een donatie van 20.000 USD van de bank.
In 2012 kwam de Hakrinbank met een lening voor studenten in het hoger onderwijs. Jaarlijks reikt ze de VOS School Excelence Award uit. Daarnaast ondersteunt ze andere goede doelen in de samenleving.
Centrale Bank van Suriname ·
Finabank ·
Godo ·
Hakrinbank ·
Landbouwbank ·
Nationale Ontwikkelingsbank ·
Surinaamse Postspaarbank ·
Republic Bank ·
Surichange Bank ·
De Surinaamsche Bank ·
Trustbank Amanah ·
Volkscredietbank
Assuria ·
Consolidated Industries Corporation ·
Elgawa ·
Hakrinbank ·
Self Reliance ·
Staatsolie ·
De Surinaamsche Bank ·
Surinaamse Brouwerij ·
Torarica Group ·
Varossieau ·
Verenigde Surinaamse Holdingmij ·
VSH Foods